# Rewolucja boliwariańska

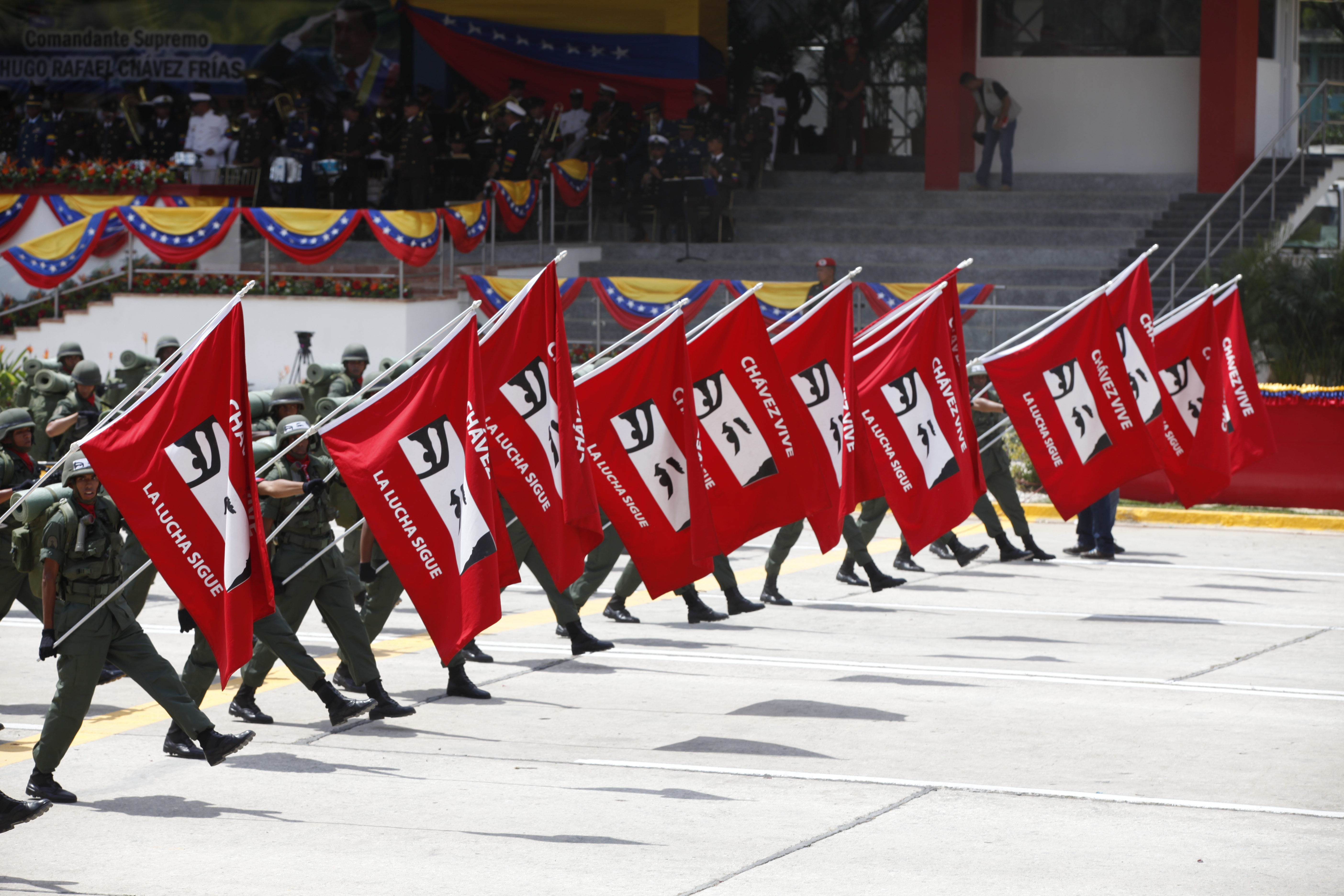
Parada wojskowa upamiętniająca Hugo Cháveza (2014)

Rewolucja boliwariańska – określenie masowego ruchu społeczno-politycznego w Wenezueli zapoczątkowanego przez wybór Hugo Cháveza na prezydenta tego kraju w 1998 r. Ruch ten opiera się na ideologii stanowiącej zestawienie programu politycznego Simóna Bolívara i socjalizmu. Deklarowanym celem rewolucji boliwariańskiej jest gruntowna transformacja gospodarcza i polityczna oraz zastąpienie kapitalizmu systemem określanym jako „socjalizm XXI wieku”.

## Przebieg

### 1998-2002
Wybory prezydenckie w Wenezueli w 1998 zakończyły się zwycięstwem Hugona Cháveza, byłego podpułkownika wojsk spadochronowych, organizatora nieudanego zamachu stanu w 1992. Chávez startował w wyborach zapowiadając zmianę nazwy państwa, gruntowną reformę ustrojową oraz działania mające na celu niwelację różnic majątkowych w społeczeństwie, walkę z biedą i analfabetyzmem. Chávez otrzymał w wyborach 56,24% głosów. Jego zwolennicy zaczęli organizować się w zgromadzeniach lokalnych noszących nazwę Kół Boliwariańskich.
W 1999 w powszechnym referendum została zatwierdzona nowa konstytucja Wenezueli.
Od początku swoich rządów Chávez spotykał się z wyraźną opozycją, głównie ze strony zamożniejszych warstw społecznych oraz prywatnych mediów, stanowiących ponad 90% całego rynku mediowego. W kwietniu 2002 opozycja usiłowała przejąć władzę drogą zamachu stanu, powołała rząd tymczasowy z Pedrem Carmoną na czele. Natychmiastowe wystąpienie zwolenników Cháveza doprowadziło jednak do jego upadku. Zwolennicy Cháveza oskarżają CIA o czynne wsparcie zamachu czemu przedstawiciele USA konsekwentnie zaprzeczają.
W styczniu 2008 Chávez oficjalnie amnestionował organizatorów zamachu stanu.

### 2002-2009
Po klęsce zamachu stanu opozycja zorganizowała strajk generalny na przełomie lat 2002 i 2003, który zmusił władze do czasowego zamknięcia państwowego przedsiębiorstwa PDVSA. W sierpniu 2004, po zebraniu przez opozycję wymaganej przez konstytucję liczby podpisów, miało miejsce referendum w sprawie odwołania prezydenta z urzędu. Chávez uzyskał jednak w nim 59% głosów i pozostał prezydentem. Już po wyborach studio statystyczne Roberta Rigobóna i Ricardo Hausmanna podało, że naczelna komisja wyborcza manipulowała wynikami. Zarzutów tych nie potwierdzili jednak obserwatorzy Organizacji Państw Amerykańskich.
W 2006 Chávez zwyciężył w wyborach prezydenckich, pokonując kandydata wszystkich organizacji opozycyjnych Manuela Rosalesa. Zachowanie procedur demokratycznych w czasie wyborów zostało potwierdzone przez obserwatorów zewnętrznych.
W grudniu 2007 Chávez poddał pod głosowanie w referendum propozycję zmian w konstytucji, nadających prezydentowi prawo do nieograniczonej liczby startów w wyborach na ten urząd, zwiększających kompetencje samorządów lokalnych oraz zachowujących możliwość odwołania prezydenta w połowie kadencji. Zaproponowane poprawki zostały jednak odrzucone, przy bardzo niskiej frekwencji. W lutym 2009 zostało przeprowadzone drugie referendum w tej samej sprawie, tym razem zakończone przyjęciem poprawek.

## Ideologia
Boliwarianizm nawiązuje wyraźnie do socjalizmu; Chávez podkreśla swój szacunek dla tej ideologii oraz podziw dla niektórych związanych z nią rewolucjonistów (głównie Lwa Trockiego). Równocześnie opowiada się jednak przeciwko zmianom na drodze gwałtownego społecznego przewrotu na korzyść parlamentaryzmu. Krytykuje ZSRR jako deformację ideałów lewicowych i podkreśla, iż Wenezuela ma zamiar budować inną formę społeczeństwa opartego na sprawiedliwości społecznej („socjalizm XXI wieku”).
Równocześnie socjalizm boliwariański łączony jest z silnymi akcentami chrześcijańskimi. Chávez odwoływał się do interpretacji Ewangelii w duchu teologii wyzwolenia, podkreślając rolę Jezusa jako wyzwoliciela społecznego (a nie jedynie zbawcę każdego człowieka jako jednostki) głoszącego społeczną aktywność chrześcijan w obronie sprawiedliwości społecznej.
Ważnym komponentem całości jest także sama osoba Cháveza; zgodnie z latynoamerykańską tradycją przywódczą jest on ikoną ruchu i ma ogromny wpływ na jego rozwój, co wprowadza do boliwarianizmu elementy autorytarne.

## Polityka społeczna
Podstawową formą aktywności społecznej podejmowaną w czasie rewolucji były programy o hiszpańskiej nazwie Misiónes mające na celu poprawienie poziomu życia zwykłych Wenezuelczyków w oparciu o dochody ze sprzedaży ropy. Kolejne „Misje” pozwoliły na budowę nowego systemu powszechnej opieki zdrowotnej i szkolnictwa. Chávez promuje też własne inicjatywy Wenezuelczyków – lokalne rozgłośnie radiowe, rady dzielnicowe i inną szeroko pojętą samoorganizację społeczną. Istotnie podniesiona została płaca minimalna, spadł wskaźnik żyjących w ubóstwie. Pozytywne skutki społeczne rewolucji boliwariańskiej były wielokrotnie opisywane w raportach agend ONZ. Z drugiej strony wielu ekonomistów wskazuje na to, że osiągnięte skutki społeczne są nieproporcjonalne do możliwości, a w Wenezueli problemem pozostaje korupcja i przestępczość. Zwolennicy Cháveza podkreślają jednak, iż wiele z tych negatywnych stron sytuacji w Wenezueli jest rezultatem niesprawnej, a często wrogiej prospołecznym zmianom biurokracji, która rozwinęła się jeszcze przed rewolucją.
Równocześnie Wenezuela wydaje duże sumy pieniędzy na zbrojenia, przede wszystkim kupując broń od Rosji, co zdaniem rządu ma zabezpieczać kraj przed nowym zamachem stanu.

## Polityka zagraniczna
Ruch boliwariański, ze względu na socjalistyczne inspiracje, podkreśla rolę polityki internacjonalistycznego wspierania krajów o rządach lewicowych oraz przeciwstawiania się neokolonializmowi i neoliberalizmowi, jak i działalności USA mającej na celu utrzymanie ekonomicznej zależności Ameryki Łacińskiej od tego kraju. Przejawia się to w szeroko pojętej pomocy dla krajów sprzymierzonych z boliwarianizmem (Ekwador, Nikaragua, Boliwia, Kuba) i zawieraniu kontrowersyjnych umów handlowych z krajami wrogimi Stanom Zjednoczonym (Iran, Białoruś). Hugo Chávez był również jednym z najostrzejszych (i werbalnie agresywnych) krytyków polityki Stanów Zjednoczonych i George’a W. Busha. We wrześniu 2008, po przedstawieniu w telewizji wenezuelskiej materiałów świadczących o próbie organizacji w Wenezueli nowego zamachu stanu Chávez wydalił z kraju ambasadora USA.
Hugo Chávez był również oskarżany o wspieranie finansowo organizacji terrorystycznej FARC, czemu rząd Wenezueli konsekwentnie zaprzecza.